# Scotorythra ochetias
Scotorythra ochetias är en fjärilsart som beskrevs av Edward Meyrick 1899. Scotorythra ochetias ingår i släktet Scotorythra och familjen mätare. Inga underarter finns listade.